# Pomperovec
Pomperovec is een plaats in de gemeente Budinščina in de Kroatische provincie Krapina-Zagorje. De plaats telt 56 inwoners (2001).